# Sinjaeviella elegantissima
Sinjaeviella elegantissima is een vlinder uit de familie houtboorders (Cossidae). De wetenschappelijke naam van deze soort werd voor het eerst geldig gepubliceerd in 2009 door Yakovlev.
De soort komt voor in tropisch Afrika.